# Ivan Cristiano
Ivan Cristiano Gonçalves Gama da Silva (Lisboa, 11 de janeiro de 1978), mais conhecido como Ivan Cristiano, é um músico português que se notabilizou como baterista na banda de rock UHF.
Foi na adolescência que Ivan teve o primeiro contacto no meio musical por influência do movimento e cultura rap que chegara em força a Portugal no início da década de 1990. Tendo feito a escolha certa na prática do beatbox, viria de imediato a  integrar algumas bandas e artistas mediáticos na época. Como baterista iniciou a carreira em 1992 nos Mindsnare (depois Bloodshed) e após passar por vários bandas, sendo algumas de garagem, foi convidado por António Manuel Ribeiro para participar como vocal de apoio na gravação de alguns temas no álbum Rock É! Dançando Na Noite (1998) e no ano seguinte integrou os UHF como baterista e membro residente. Participou em vários projetos musicais sem se desvincular dos UHF.
Ivan Cristiano iniciou em 1988 a construção de um percurso musical eclético explorando as sonoridades do rap, death metal, rock e jazz, bem como de culturas remotas caso do goa trance e world contemporâneo registados nos projetos Black Company, Bloodshed, Sirius, UHF, Côrte–Real Trio e Moksha Sound Journeys, entre outros.
Em 2010 participou no álbum ACR3–Midnight in Lisbon, do projeto Côrte–Real Trio, que atingiu o primeiro lugar nas vendas digitais do eMusic, enquanto que na qualidade de membro integrante dos UHF referência para a entrada de vários álbuns na tabela nacional de vendas.

## Biografia e carreira

### Infância e juventude
Ivan Cristiano nasceu em Lisboa e cresceu em Miratejo, num bairro periférico de Almada, e foi nessa parte da cidade que iniciou o seu percurso musical, ainda adolescente. Em 1990 vivia-se o apogeu da música rap em Portugal e Ivan, apaixonado por esse estilo musical, especializara-se no final da década de 1980 na prática de beatbox, como primeira abordagem à bateria.

### Ascensão e projetos
Ivan iniciou o seu percurso musical em 1990 como beatbox nos Black Company, banda de rap de rua fundada no final da década de 1980. As entradas de Ivan e do rapper General D, bem como as novas composições, permitiu á banda sair dos suburbios de Lisboa e alargar o reconhecimento a nível nacional. Após essa experiencia acompanhou General D no seu percurso a solo e depois teve o convite para ingressar nos Machine Gun Poetry. No entanto, a afinidade que Ivan sentia pela bateria levou-o a dedicar-se seriamente a esse instrumento estreando-se nos Mindsnare em 1992, que pouco depois passariam a chamar-se Bloodshed por já existir em Portugal uma banda de death metal com o mesmo nome. Conquistaram o primeiro lugar no festival de música moderna de Fafe em que os júris foram os elementos dos Xutos & Pontapés e editaram a demo Endless Illusion (1994). Ivan tocou também nos Sirius (1996–1998), banda que venceu a 1ª edição do Festival de Música de Corroios "Novos Caminhos", em 1996, com direito a registo discográfico na coletânea relativa ao festival. Mais tarde os Sírius dariam lugar ao projeto Manga – que não duraram muito tempo – e editaram o álbum Música Atómica Geradora de Ânimo (2004). Em 1997 fez parte dos Lovedstone numa fase em que essa banda alterou o nome para Plastica, na qual Ivan foi co-fundador. 
Em 1999 integrou a formação dos UHF e a sua entrada impediu Ivan de colaborar nas gravações do primeiro álbum dos Plastica. Em 2002 gravou o álbum Saturday Night Dance Fever como baterista da banda The Lithium. Em junho de 2015, Ivan juntou-se á prestigiada marca de pratos Paiste, na Suiça, cumprindo assim um sonho que trazia desde a sua juventude.

#### UHF

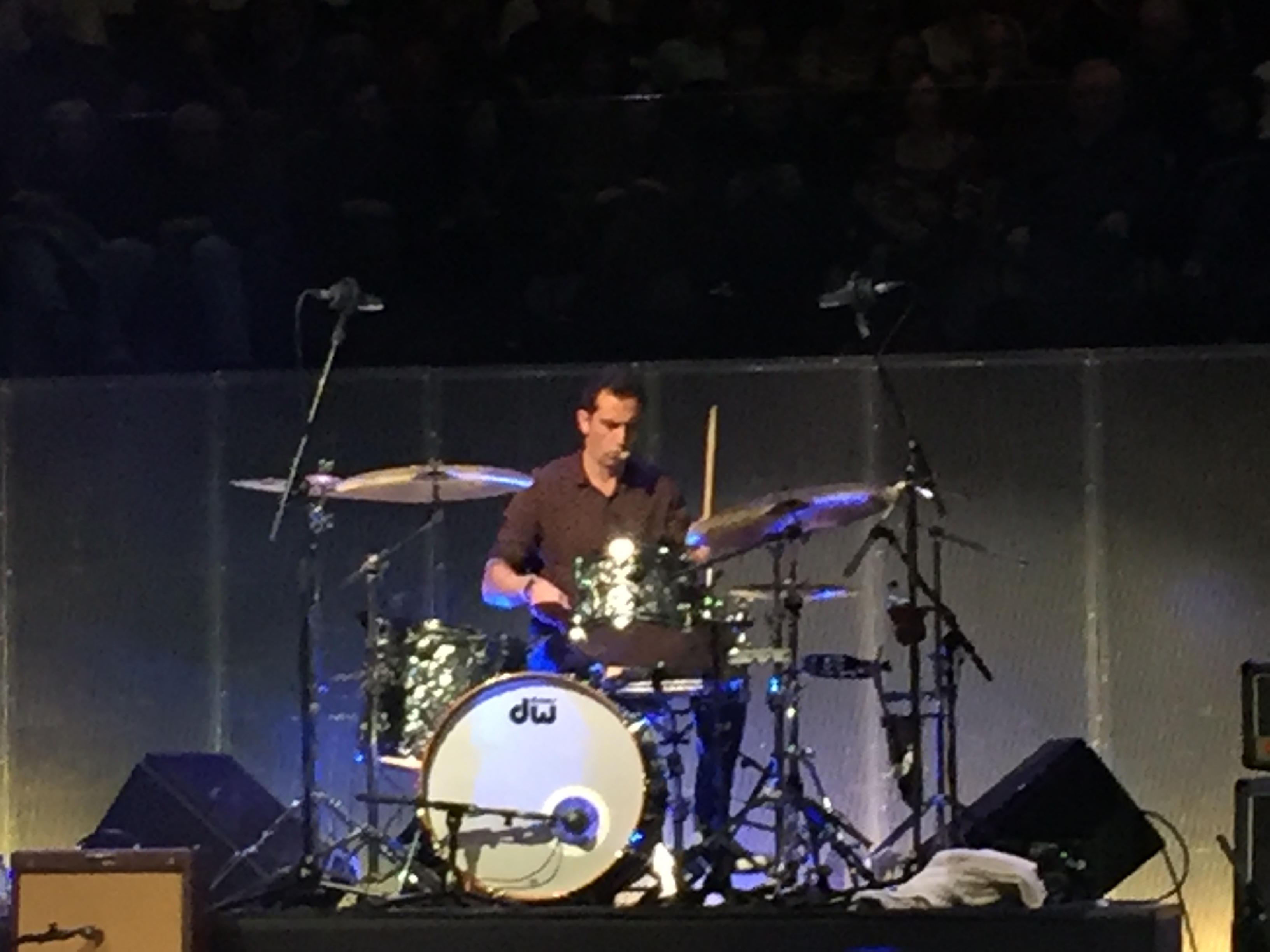
Ivan nos 40 anos dos UHF (Casa da Música).

Em 1997 Ivan foi convidado por António Manuel Ribeiro para participar na gravação de coros em alguns temas do álbum Rock É! Dançando Na Noite (1998) dos UHF. A edição do disco assinalou a independência total do grupo com a criação da editora própria e celebra o vigésimo aniversário dos UHF. O álbum marcou uma profunda remodelação na banda com músicos mais jovens do que António Manuel Ribeiro, proporcionando uma atitude musical mais coerente no plano de trabalho. Após essa participação no universo UHF, Ivan, com prática adquirida na bateria, tornou-se membro integrante em 1999 substituindo o então baterista Marco Cesário. A sua primeira atuação em grandes espetáculos aconteceu no dia 25 de junho de 1999 no concerto que assinalou a comemoração do vigésimo aniversário da gravação do primeiro disco dos UHF no palco da Praça Sony no Parque das Nações em Lisboa, no decorrer da digressão da coletânea Eternamente e integrado nas comemorações do 'Dia Mundial de Luta Contra a Droga'. Como baterista participou em toda a discografia dos UHF a partir de 1999, tendo no seu registo seis álbuns de estúdio e oito ao vivo, entre outros formatos.

#### Moksha Sound Journeys

Álbum de estreia em 2022.

Em junho de 2017, Ivan Cristiano (percussionista) e Bruno Teixeira (multi-instrumentista) fundaram o projeto Moksha Sound Journeys e convidaram Sunil Pariyiar (flautista). Os três elementos combinam-se numa viagem sonora ímpar, em que a dança e a meditação andam de mãos dadas ao som do cruzamento de vários instrumentos exóticos provenientes de África, Ásia e Europa, como são o rav drum, tambor xamânico, ocean drum, marimba, didgeridoo, flautas bansuri e fujiwara, berimbau de boca, ngoni, taças de cristal tibetanas e nepalesas, gongos tam-tam e feng, sansula-kalimba, Shruti box, ocarina, cabaça d'água e pau-de-chuva. Sem se desvincular dos UHF, Ivan abraçou esse projeto experimental de vários estilos musicais partilhados pelos músicos, como são o chill out, jazz, world contemporâneo e Goa trance. Esses estilos são tocados através da mistura de um vasto conjunto de instrumentos de diferentes continentes e culturas proporcionando assim arranjos musicais únicos e originais, permitindo toda a liberdade de criação, como referiu Ivan:
O grande desafio deste projeto para ambos os músicos passa pelo improviso e pelas atuações únicas e nunca repetíveis que este tipo de composições sonoras permite fazer.
Realizaram atuações em vários festivais e iniciativas culturais com concertos meditativos inspirados na consonância e expressão saudável dos cinco elementos da natureza. Nas atuações os Moksha procuram despertar a sensibilidade e os sentidos do público presente proporcionando uma reflexão de corpo e alma rumo ao equilíbrio. Os elementos da banda referem "tratar-se de um encontro entre a música e a meditação que visa alcançar uma outra forma de escuta mais atenta", e acrescentam "cada um de nós poderá observar e vivênciar níveis mais profundos de presença e consciência através do poder do som e da viagem sonora". O álbum de estreia Infinitune é composto por sete faixas e foi lançado no dia 16 de fevereiro de 2022.

## Participações
Ivan Cristiano contribuiu como baterista na gravação dos discos a solo de António Manuel Ribeiro: Sierra Maestra (2000), Somos Nós Quem Vai Ganhar (2003) e As Canções da Casa Escura (2021). Participou também no álbum Amorexia (2008) dos Pó d'Escrer.
Em 2009 António Côrte-Real, guitarrista dos UHF, convidou Ivan para participar como baterista num projeto de música experimental. A eles juntou-se Fernando Rodrigues (baixo), também dos UHF, e formaram o grupo Côrte–Real Trio. Com uma única participação em estúdio tocaram sem qualquer compromisso durante duas horas e meia, sem regras, de improviso e de uma forma descontraída. Dessa experiência resultou o álbum ACR3–Midnight in Lisbon (2010), assumidamente experimental, e composto por dez temas instrumentais com algumas influências de Neil Young e Jimi Hendrix. Foi lançado pela Nuclear Records, mas foi no formato digital que o disco atingiu sucesso internacional na categoria de blues.
Em 2010, Ricardo Soler, finalista do programa Operação Triunfo em 2007, estendeu o convite a Ivan Cristiano (bateria) e aos também músicos dos UHF António Côrte–Real (guitarra) e Fernando Rodrigues (baixo) para participarem na gravação do disco Portugal Acústico, que reúne alguns dos sucessos da música pop rock portuguesa. Canções como "À Minha Maneira" (Xutos & Pontapés), "Matas-me com o Teu Olhar" (UHF), "Aprender a Ser Feliz" (Pólo Norte), "Leve Beijo Triste" (Paulo Gonzo) ou "Se Te Amo" (Quinta do Bill), revelam um disco intimista, em formato acústico e com novos arranjos.
Em 2014, Pedro Galhoz, do projeto Pedro e Os Lobos, desafiou Ivan a participar no álbum Num Mundo Quase Perfeito. Trata-se de um trabalho realista e puro, perdendo por vezes o equilíbrio das palavras e o politicamente correto, com letras desprovidas de grandes revestimentos. O título do disco é revestido de ironia, pois assenta num paralelismo em que se compara o mundo que temos com o que poderíamos ter. Galhoz tornou a convidar Ivan para participar novamente como baterista no álbum Este Chão Que Pisamos (2016), um disco que sublinha um caminho musical esteticamente marcado pela interligação de várias culturas e linhas musicais na busca de uma sonoridade própria.
Em 2018, Hugo Edgar, solista de guitarra portuguesa, convidou Ivan para participar no seu álbum Terras do Destino. É um disco que viaja desde o jazz até ao fado e carrega uma riqueza instrumental ímpar como o didgeridoo, guitarra portuguesa, bansuri, bateria, piano e baixo elétrico.
A 17 de dezembro de 2021, foi editado o álbum XXV de Cörte–Real em que Ivan participa em três dos dez temas. Um trabalho assumidamente rock gravado com toda a liberdade em estúdio, como adianta o guitarrista: "Não pensámos em nada a não ser na música que gostamos" e remata "fizemos o que queríamos." O disco celebra os 25 anos de carreira de António Côrte–Real.

## Discografia
Ivan Cristiano colaborou como baterista nas seguintes edições discográficas:
Bloodshed
- Endless Illusion (Demo, 1994)

Sirius
- Festival de Música Corroios 1996 (CD, 1996)

UHF
| - Rock É! Dançando Na Noite (CD, 1998) - Harley Jack (EP, 2003) - Sou Benfica – As Canções da Águia (CD, 2003) - La Pop End Rock (2CD, 2003) - Voltei a Porto Moniz (EP, 2004) - Podia Ser Natal (EP, 2004) - Há Rock no Cais (CD, 2005) - Canções Prometidas - Raridades Vol.I (CD, 2007) - Canções Prometidas - Raridades Vol.II (CD, 2007) - Absolutamente Ao Vivo (2CD, 2009) - Eu Sou Benfica (CD, 2009) - Caloira Bonita 2009 (CD, 2009) - Porquê? (CD, 2010) - BD Pop Rock Português - UHF (CD+Livro, 2011) - "Por Portugal Eu Dou" (Single, 2011) - Ao Norte Unplugged (CD, 2012) - Canções Prometidas - Raridades Vol.III (CD, 2012) - A Minha Geração (CD, 2013) | - "Nação Benfica" (Single, 2014) - "Era de Noite e Levaram" (Single, 2014) - Por Portugal (EP, 2014) - "Os Vampiros" (Single, 2014) - Duas Noites em Dezembro (2CD, 2014) - Uma História Secreta dos UHF (CD, 2015) - O Melhor de 300 Canções (2CD, 2015) - Tudo o que É Nosso (EP, 2016) - Almada 79 (CD, 2017) - A Herança do Andarilho (CD, 2017) - Aula Magna - 40 Anos Numa Noite (CD, 2020) - De Almada Para o Mundo (CD+Livro, 2020) - Celebrar a Vida em Ovar (CD, 2021) - Ao Vivo e À Flor da Pele (CD, 2022) - Novas Canções de Bem Dizer (CD, 2023) - São as Fogaceiras, Senhores (2CD, 2024) - O Melhor do Amor (CD, 2024) |

António Manuel Ribeiro
- Sierra Maestra (CD, 2000)
- Somos Nós Quem Vai Ganhar (EP, 2003)
- As Canções da Casa Escura (CD, 2021)

The Lithium
- Saturday Night Dance Fever (CD, 2002)

Manga
- Música Atómica Geradora de Ânimo (CD, 2003)

Pó d'Escrer
- Amorexia (CD, 2008)

Côrte-Real Trio
- ACR3–Midnight in Lisbon (CD, 2010)

Ricardo Soler
- Portugal Acústico (CD, 2010)

Pedro e Os Lobos
- Num Mundo Quase Perfeito (CD, 2014)
- Este Chão Que Pisamos (CD, 2016)

Hugo Edgar
- Terras do Destino (CD, 2018)

Cörte–Real
- XXV (CD, 2021)

Moksha Sound Journeys
- Infinitune (CD, 2022)

## Trabalhos premiados
Com entrada na tabela oficial de vendas Ivan Cristiano colaborou como baterista nos seguintes álbuns dos UHF: Sou Benfica – As Canções da Águia (23º lugar), Absolutamente Ao Vivo (14º lugar), Porquê? (19º lugar), Ao Norte Unplugged (21º lugar), A Minha Geração (14º lugar), O Melhor de 300 Canções (7º lugar), A Herança do Andarilho (18º lugar) e Novas Canções de Bem Dizer (19º lugar).
O álbum ACR3–Midnight in Lisbon (2010) no formato digital, do projeto Côrte–Real Trio, alcançou o primeiro lugar na tabela do site da eMusic – uma das maiores lojas mundiais de música – na categoria de blues.

## Modelos de instrumentos
Pratos UHF
- 15' Dark Energy Hi-Hat
- 22' 2002 Ride
- 21' 2002 Crash (Special Order)
- 20' 2002 Crash
- 20' Swiss Medium Crash

Pratos Moksha Sound Journeys
- 6' 2002 Accent Cymbal

Marca de pratos de bateria utilizada por Ivan Cristiano.

- 24' Masters Deep Ride (Signature Groove)
- 14' PSTX Swiss Crash
- 22' Maters Swish
- 4' 2002 Accent Cymbal
- 8' 2002 Accent Cymbal
- 16' PSTX Swiss Thin Crash
- 20' PSTX Swiss Medium Crash